# Culo e camicia
Culo e camicia è una locuzione italiana impiegata metaforicamente per alludere all'esistenza di un rapporto di estrema familiarità tra due persone.  
L'origine dell'espressione risale ad epoche in cui non era diffuso l'uso di indumenti intimi come le mutande, e la camicia, più lunga di quelle odierne ("per lo più lunga insino al ginocchio" la descriveva il Vocabolario della Crusca), era a diretto contatto con le parti intime.

## Etimologia
Tracce dell'uso si rilevano da alcuni testi letterari, per esempio Boccaccio (Decameron n. 32. 15): "Ed ella rimase, facendo sì gran galloría, che non le toccava il culo la camicia", in cui il distacco tra i due elementi del binomio è evocato proprio per indicare la estrema scompostezza di una persona.
Si veda anche La bolletta di Tommaso Grossi, là dove, in lingua lombarda, si dice: "de camis / gh'è bolletta e de scarsell;/ e mi lodi quella netta,/ idest l'ultima bolletta" ("di bolletta c'è quella delle camicie e quella delle tasche, ed io lodo quella pulita, vale a dire quest'ultima"). Evidente allusione alle tracce che possono rimanere sugli indumenti intimi.
Analogamente il Porta ne I fior ("i fiori/la gonorrea"): "sarann fior, ma i mee camis / hinn tutt lis - per el brusacc / che gh'è dent in quella fotta / che pergotta - del pissacc" ("saranno fiori, ma le mie camicie sono tutte sciupate per il bruciore che c'è in quella robaccia che sgocciola dall'organo dell'orina").
L'espressione italiana corrisponde perfettamente a quella francese cul et chemise. Nella lingua d'Oltralpe è peraltro piuttosto diffusa anche l'espressione deux culs dans une chemise ("due culi in una camicia"), dal senso sostanzialmente analogo (da tener presente che in francese è diffuso l'uso di cul per alludere in generale alle pudende e non solo al deretano).